# Speranța Nisporeni
Speranța Nisporeni (rum. Fotbal Club Speranța Nisporeni) – mołdawski klub piłkarski z siedzibą w Nisporeni.

## Historia
Klub został założony w 1991.
Na początku 1992 klub debiutował w Wyższej Lidze Mołdawii, w której występował do 1998. Po tym jak w sezonie 1993/94 zajął ostatnie 16 miejsce, był zdegradowany do Divizia A, w której zajął 2. miejsce i powrócił do pierwszej ligi. W sezonie 1997/98 zajął ponownie ostatnie 14 miejsce i spadł z powrotem do Divizia A. Po zakończeniu sezonu 1998/99 zajął 15 miejsce, ale przed startem nowego sezonu wycofał się z rozgrywek i został rozwiązany.

## Sukcesy
- 6 miejsce w Divizia Națională: 1996/97
- 2 miejsce Divizia A: 1994/95
- ćwierćfinalista Pucharu Mołdawii: 1996/97

## Europejskie puchary
Legenda do wszystkich tabel:
- Q – runda eliminacyjna, 1/16, 1/8, 1/4, 1/2 – odpowiednia faza rozgrywek, Grupa – runda grupowa, 1r gr – pierwsza runda grupowa, 2r gr – druga runda grupowa, F – finał, R – runda, PO – play-off
- k. – rzuty karne, los. – losowanie, Dogr. – dogrywka, w. – zasada bramek strzelonych na wyjeździe

| Sezon   | Rozgrywki   | Runda | Klub       | Dom | Wyjazd | Ogólnie |
| ------- | ----------- | ----- | ---------- | --- | ------ | ------- |
| 2019/20 | Liga Europy | 1Q    | Neftçi PFK | 0–3 | 0–6    | 0–9     |